# Slanisko u Nesytu
Slanisko u Nesytu je národní přírodní rezervace jižně od obce Sedlec v okrese Břeclav na západním břehu rybníka Nesyt. Oblast spravuje Správa CHKO Pálava. Důvodem ochrany je unikátní výskyt slanomilné flóry a fauny. Slanisko u Nesytu patří k nejcennějším lokalitám tohoto typu v České republice. Na vznik lokality měla vliv vysoká koncentrace iontů v půdě a suché klima (pro vznik vnitrozemských slanisek je potřeba, aby výpar převažoval nad srážkami).

## Flóra

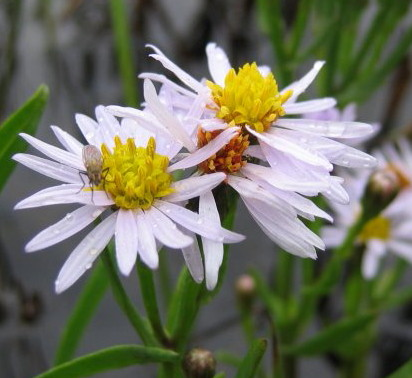
Květ hvězdnice slanisté

V rezervaci se zachovaly pozůstatky mezických a vlhkých slaniskových trávníků a kamyšníkové porosty. Na velmi malých plochách se občas objevují také asociace jednoletých slanomilných trav například skrytěnka bodlinatá (Crypsis aculeata), bahenka šášinovitá (Crypsis schoenoides) a zblochanec oddálený (Puccinellia distans). Většinu plochy rezervace tvoří ochranářsky méně zajímavé suché ovsíkové louky. Na některých místech převládá oman britský (Inula britannica). Na nejvlhčích místech se nacházejí porosty ostřice pobřežní (Carex riparia), v případě zanedbaného managementu zarůstají vlhká místa spíše nežádoucím rákosem obecným (Phragmites australis).
V létě je slanisko ozdobeno světle fialovými květy hvězdnice slanisté panonské (Aster tripolium subsp. pannonicus). Dalšími vzácnými slanomilnými druhy jsou prorostlík nejtenčí (Bupleurum tenuissimum), sítina Gerardova (Juncus gerardii), jitrocel přímořský brvitý (Plantago maritima subsp. ciliata), kamyšník přímořský (Bolboschoenus maritimus), ostřice oddálená (Carex distans), blešník úplavičný (Pulicaria dysenterica), hadí mord maloúborný (Scorzonera parviflora), kuřinka solná (Spergularia salina), solenka Valerandova (Samolus valerandi), pampeliška besarabská (Taraxacum bessarabicum) nebo merlík slanomilný (Chenopodium chenopodioides). Vyskytují se zde také druhy subhalofytní, to znamená takové, které vysokou koncentraci solí vyloženě nepotřebují, ale snášejí ji. Do této skupiny patří ledenec přímořský (Lotus maritimus), kostřava nepravá (Festuca pulchra), skřípinka smáčknutá (Blysmus compressus), jetel jahodnatý (Trifolium fragiferum), šišák hrálovitý (Scutellaria hastifolia), ostřice Otrubova (Carex otrubae), či mochna husí (Potentilla anserina). Najdeme zde i rostliny , které se nedají označit za slaništní - například zdravínek jarní (Odontites vernus) nebo silně ohrožený mléč bahenní (Sonchus palustris).
Na slanisku byla v roce 2000 objevena bařička přímořská - Triglochin maritima (jediná lokalita v ČR), výskyt se však v dalších letech nepodařilo potvrdit. Změny vodního režimu v 70. letech vyústily ve vymizení jiných dvou druhů - slanorožec rozprostřený - Salicornia perennans (na lokalitě naposledy spatřen v roce 1976) a solnička rozprostřená - Suaeda prostrata (udržela se do roku 1986).

## Fauna
V rezervaci se kromě běžných živočišných druhů jižní Moravy vyskytují také vzácní slanomilní bezobratlí. Na zdejší halofytní rostliny je vázáno šest kriticky ohrožených druhů slanomilných motýlů - chobotníček slaništní (Bucculatrix maritima), pouzdrovníček Coleophora halophilella, makadlovky Ilseopsis samadensis a Ilseopsis salinella, obaleči Phalonidia affinitana a Gynnidomorpha vectisana. Také zde žijí dva druhy slanomilných střevlíčků (Acupalpus elegans a Dyschirius chalceus), střevlíček Dyschirius salinus z lokality vymizel. Dalšími druhy zdejšího slaništního hmyzu jsou ploštička slanomilná (Henestaris halophilus) a saranče Aiolopus thalassinus. Pavouk slíďák slaništní (Pardosa maisa) zde má jedinou lokalitu v České republice.

## Využití a management

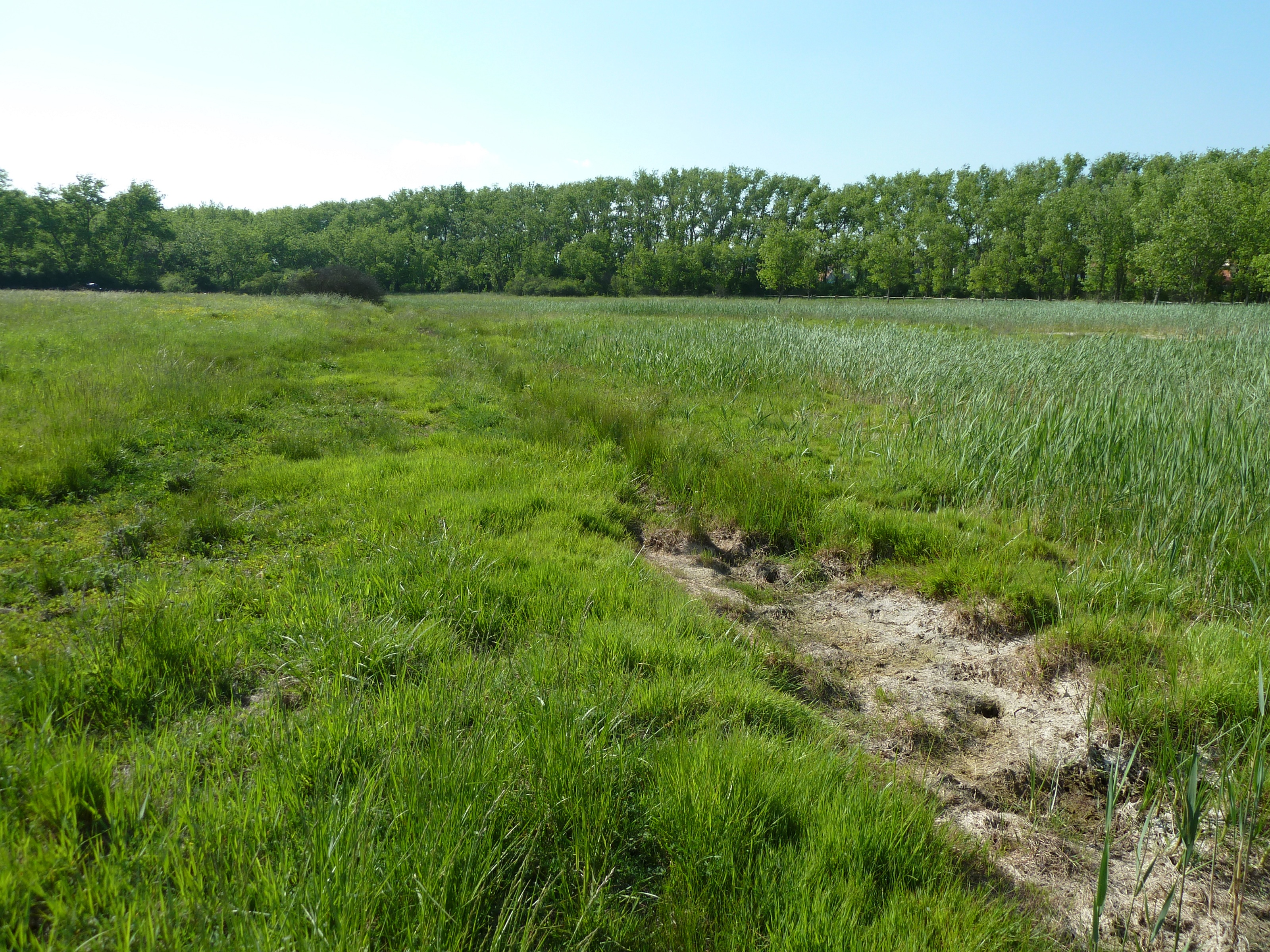
Uměle vytvořená rýha v západní části rezervace

V minulosti sloužilo toto území jako pastvisko. Pohyb zvířat po pastvině narušoval půdní povrch, což vyhovovalo mnoha vzácným, konkurenčně slabým rostlinným druhům. Před druhou světovou válkou byla část lokality zorána a přeměněna na pole, to však bylo jako neúrodné brzy ponecháno ladem. Přesto si zdejší slanomilná vegetace udržela relativně původní charakter až do 70. let 20. století, kdy byl antropogenními zásahy narušen vodní režim lokality. To vyústilo v oslabení některých druhů a úplné vymizení druhů jako slanorožec rozprostřený a solnička rozprostřená.
V současnosti je potřeba se o lokalitu starat, aby nezanikla. Ochranářský management spočívá zejména v pravidelném kosení. Kromě kosení se experimentuje i s využitím pastvy skotu. K posílení populací některých druhů rostlin byla na slanisku vyhrnuta umělá rýha.